# Krawców Wierch
Krawców Wierch (tschechisch/slowakisch Grúniky) ist ein 1075 Meter hoher Berg in Polen und der Slowakei in den Saybuscher Beskiden. Er befindet sich im Massiv des Pilsko.
Der Gipfel liegt auf polnischem und slowakischem Staatsgebiet. Über den Gipfel führt der Beskidenhauptwanderweg.
Die Hänge sind bewachsen. Unweit des Gipfels befindet sich die Berghütte Krawców-Wierch-Hütte.

## Lage
Über den Berg verläuft die Europäische Hauptwasserscheide zwischen dem Schwarzen Meer (Donau) und der Ostsee (Weichsel). Auf den Berg führen mehrere Wanderwege.